# بن المحجوب (الشعراء)
بن المحجوب هو دُوَّار يقع بجماعة الشعراء، إقليم قلعة السراغنة، جهة مراكش آسفي في المملكة المغربية. ينتمي الدوّار لمشيخة الشعراء التي تضم 23 دوار. يقدر عدد سكانه بـ 527 نسمة حسب الإحصاء الرسمي للسكان والسكنى لسنة 2004.

## روابط خارجية
- البوابة الوطنية للجماعات الترابية نسخة محفوظة 12 مارس 2018 على موقع واي باك مشين.
- المندوبية السامية للتخطيط